# Палата на Конгрегацията на благотворителността
Палатата на Конгрегацията на благотворителността (на италиански: Palazzo della Congregazione di Carità) е историческа сграда в град Ивреа, Пиемонт, Северна Италия.

## История
Сградата е реновирана и разширена, като включва различни съществуващи сгради през първата половина на 19 век по проект на архитекта Гаетано Бертолоти. Мястото е било заето през римско време от театъра на град Епоредия, останките от който са запазени и до днес.

## Описание
Сградата с изглед към Градския площад, е в непосредствена близост до църквата Свети Улдерих и гледа към Градската палата (кметството на града). Отличава се с неокласически стил.